# Koujo Denka no Kateikyoushi
Koujo Denka no Kateikyoushi (Nhật: 公女殿下の家庭教師 (Công nữ Điện hạ chi Gia đình giáo sư) Hepburn: Kōjo Denka no Kateikyōshi) là một bộ light novel Nhật Bản do Nanano Riku chắp bút. Tháng 10 năm 2017, tác phẩm được đăng tải trên website Kakuyomu, sau đó được nhà xuất bản Fujimi Shobo phát hành dưới dạng bản in với phần minh họa do họa sĩ Cura đảm nhiệm từ tháng 12 năm 2018. Vào tháng 9 năm 2019, phiên bản manga do Mutō Tamura phụ trách phần tranh được bắt đầu đăng dài kỳ trên website Shōnen Ace Plus. Bản chuyển thể anime do Studio Blanc sản xuất đã chính thức lên sóng vào ngày 5 tháng 7 năm 2025.

## Nhân vật
Allen (アレン Aren)
Lồng tiếng bởi: Uemura Yūto
Tina Howard (ティナ・ハワード Tina Hawādo)
Lồng tiếng bởi: Sawada Hime
Ellie Walker (エリー・ウォーカー Erī Uōkā)
Lồng tiếng bởi: Moriya Kyōka
Lydia Leinster (リディヤ・リンスター Ridiya Rinsutā)
Lồng tiếng bởi: Hasegawa Ikumi
Stella Howard (ステラ・ハワード Sutera Hawādo)
Lồng tiếng bởi: Minase Inori
Caren (カレン Karen)
Lồng tiếng bởi: Maeshima Ami
Lynne Leinster (リィネ・リンスター Ryine Rinsutā)
Lồng tiếng bởi: Okasaki Miho
Felicia Fosse (フェリシア・フォス Ferishia Fosu)
Lồng tiếng bởi: Hanazawa Kana
Professor (教授 Kyōju)
Lồng tiếng bởi: Uchida Yūya
Anko-san (アンコさん)
Lồng tiếng bởi: Satō Hana
Walter Howard (ワルター・ハワード Warutā Hawādo)
Lồng tiếng bởi: Suwabe Junichi
Graham Walker (グラハム・ウォーカー Gurahamu Uōkā)
Lồng tiếng bởi: Naka Hiroshi
Sherry Walker (シェリー・ウォーカー Sherī Uōkā)
Lồng tiếng bởi: Sadaoka Sayuri
Gil Algren (ギル・オルグレン Giru Oruguren)
Lồng tiếng bởi: Ōno Tomohiro

## Phương tiện truyền thông

### Light novel
Do Nanano Riku chấp bút, bộ truyện bắt đầu được đăng tải từ ngày 6 tháng 10 năm 2017 trên website tiểu thuyết Kakuyomu . Từ ngày 20 tháng 12 năm 2018 Fujimi Shobo đã mua bản quyền và phát hành bộ truyện dưới dạng bản in kèm minh họa của họa sĩ Cura. Tính đến tháng 7 năm 2025, bộ truyện đã phát hành tổng cộng 20 tập chính và một tập tiền truyện.
Vào tháng 9 năm 2021, J-Novel Club thông báo rằng họ đã mua bản quyền xuất bản bộ truyện này bằng tiếng Anh.

#### Tập light novel
| #  | Nhan đề                                                                                               | Ngày phát hành tiếng Nhật | ISBN tiếng Nhật   |
| -- | --- | ------------------------- | ----------------- |
| 1  | Starting Magic Lessons with a Few Modest Tricks 謙虚チートな魔法授業をはじめます                      | 20 tháng 12 năm 2018      | 978-4-04-073021-9 |
| 2  | Creating a New Legend with the Unbeatable Lady of the Sword 最強剣姫と新たな伝説をつくります          | 20 tháng 2 năm 2019       | 978-4-04-073022-6 |
| 3  | Guiding a Lost Saint with a Magical Revolution 魔法革命で迷える聖女を導きます                         | 20 tháng 6 năm 2019       | 978-4-04-073221-3 |
| 4  | Saving the Kingdom over Summer Break with Ladies of Ice and Fire 氷炎の姫君と夏休みに王国を救います   | 19 tháng 10 năm 2019      | 978-4-04-073222-0 |
| 5  | The Lightning Wolf and Upheaval in the Kingdom 雷狼の妹君と王国動乱                                   | 19 tháng 3 năm 2020       | 978-4-04-073583-2 |
| 6  | The Lady of the Sword's Lament and the War in the South 慟哭の剣姫と南方戦役                          | 17 tháng 7 năm 2020       | 978-4-04-073584-9 |
| 7  | The Saint's Guidance and the Battle for the North 先導の聖女と北方決戦                                | 20 tháng 11 năm 2020      | 978-4-04-073852-9 |
| 8  | The Second Coming of Shooting Star and the Final Showdown in the Eastern Capital 再臨の流星と東都決着 | 19 tháng 3 năm 2021       | 978-4-04-073853-6 |
| 9  | The Savior's Day of Rest 英雄の休息日                                                                 | 16 tháng 7 năm 2021       | 978-4-04-074145-1 |
| 10 | The Millennial Capital 千年の都                                                                       | 20 tháng 11 năm 2021      | 978-4-04-074146-8 |
| 11 | Illusions of History 歴史の幻影                                                                       | 19 tháng 3 năm 2022       | 978-4-04-074477-3 |
| 12 | The Promised Garden 約束の花園                                                                        | 20 tháng 7 năm 2022       | 978-4-04-074478-0 |
| 13 | The Great-Tree Warden's Testament 大樹守りの遺言                                                      | 18 tháng 11 năm 2022      | 978-4-04-074735-4 |
| 14 | The Angel That Broke the Star Oath 星約違いの天使                                                     | 20 tháng 4 năm 2023       | 978-4-04-074736-1 |
| 15 | The Ice Wyrm That Slew Champions 英傑殺しの氷龍                                                       | 19 tháng 8 năm 2023       | 978-4-04-075020-0 |
| 16 | The False God That Deceived the World 世界欺きの偽神                                                  | 20 tháng 2 năm 2024       | 978-4-04-075021-7 |
| 17 | The Celestial Spear, Successor to the Star 星継ぎし天槍                                               | 20 tháng 7 năm 2024       | 978-4-04-075491-8 |
| 18 | — 闇射ちし神銃                                                                                        | 18 tháng 1 năm 2025       | 978-4-04-075731-5 |
| 19 | — 鍵護りし聖楯                                                                                        | 18 tháng 4 năm 2025       | 978-4-04-075890-9 |
| 20 | — 暁告げし星杖                                                                                        | 18 tháng 7 năm 2025       | 978-4-04-075976-0 |
| 0  | — 王立学校編                                                                                          | 8 tháng 7 năm 2025        | 978-4-04-075978-4 |

### Manga
Vào ngày 13 tháng 9 năm 2019 bản chuyển thể manga do Mutō Tamura phụ trách phần minh họa được đăng dài kỳ trên website Shōnen Ace Plus của Kadokawa Shoten. Tính đến tháng 7 năm 2025, các chương truyện đã được tuyển chọn và phát hành tổng cộng năm tập tankōbon.
Tại sự kiện Anime Expo 2024, J-Novel Club thông báo rằng họ cũng đã mua bản quyền xuất bản phiên bản manga bằng tiếng Anh.

#### Tậptankōbon
| # | Ngày phát hành tiếng Nhật | ISBN tiếng Nhật   |
| - | ------------------------- | ----------------- |
| 1 | 21 tháng 7 năm 2020       | 978-4-04-109454-9 |
| 2 | 25 tháng 9 năm 2021       | 978-4-04-109455-6 |
| 3 | 26 tháng 4 năm 2023       | 978-4-04-113036-0 |
| 4 | 26 tháng 2 năm 2024       | 978-4-04-114552-4 |
| 5 | 26 tháng 7 năm 2025       | 978-4-04-116299-6 |

### Anime
Vào ngày 14 tháng 10 năm 2023, trong sự kiện phát sóng trực tuyến “Fantasia Bunko Daikanshasai Online 2023”, dự án chuyển thể anime đã chính thức được công bố. Sau đó, dự án được xác nhận sẽ là một loạt phim truyền hình do Studio Blanc sản xuất, với Nagayama Nobuyoshi giữ vai trò đạo diễn, Ishiguri Kazuya làm trợ lý đạo diễn, phần kịch bản do Shimizu Megumi phụ trách, thiết kế nhân vật bởi Toyoda Akiko và phần âm nhạc do Haneoka Kei sáng tác. Bộ anime chính thức lên sóng vào ngày 6 tháng 7 năm 2025 trên Tokyo MX và một số đài truyền hình khác. Ca khúc mở đầu là “Wish for You” do Maeshima Ami thể hiện và ca khúc kết thúc là “Shōjo no Susume” (少女のすゝめ) được Okasaki Miho trình bày. Nền tảng Crunchyroll chịu trách nhiệm phát trực tuyến bộ anime trên phạm vi quốc tế. Muse Communication nắm bản quyền phát hành tại khu vực Đông Nam Á.

#### Tập phim
| TT. | Tiêu đề | Đạo diễn        | Biên kịch      | Kịch bản phân cảnh | Ngày phát hành gốc  |
| --- | --- | --------------- | -------------- | ------------------ | ------------------- |
| 1   | "Công tước tiểu thư không thể dùng phép thuật" Chuyển ngữ: "Mahō ga Tsukae nai Kōjo Denka" (tiếng Nhật: 魔法が使えない公女殿下) | Ishiguri Kazuya | Shimizu Megumi | Nagayama Nobuyoshi | 29 tháng 6 năm 2025 |
| 2   | "Thứ bị cự tuyệt" Chuyển ngữ: "Kyozetsu Suru Mono" (tiếng Nhật: 拒絶するモノ)                                                   | Sugi Ayako      | Shimizu Megumi | Ishiguri Kazuya    | 6 tháng 7 năm 2025  |
| 3   | "Đóa hoa nở sau những giọt lệ" Chuyển ngữ: "Namida no Ato ni Saku Hana" (tiếng Nhật: 涙の後に咲く花)                            | Yoshimura Asahi | Sasano Megumu  | Watanabe Mashami   | 13 tháng 7 năm 2025 |
| 4   | "Bài kiểm tra cuối" Chuyển ngữ: "Saishū shiken" (tiếng Nhật: 最終試験)                                                          | Seki Musashi    | Kojika Rie     | Tomari Kōki        | 20 tháng 7 năm 2025 |
| 5   | "Học viện Hoàng Gia hằng ao ước - phần đầu" Chuyển ngữ: "Akogare no Ōritsu Gakkō Zenpen" (tiếng Nhật: 憧れの王立学校 前編)      | Yano Takanori   | Shimizu Megumi | Watanabe Mashami   | 3 tháng 8 năm 2025  |
| 6   | "Học viện Hoàng Gia hằng ao ước - phần sau" Chuyển ngữ: "Akogare no Ōritsu Gakkō Kōhen" (tiếng Nhật: 憧れの王立学校 後編)       | Tajiri Noriko   | Sasano Megumu  | Pictures Ritera    | 10 tháng 8 năm 2025 |

## Đón nhận
Rebecca Silverman từ Anime News Network đã khen ngợi các nhân vật và một số khía cạnh trong cốt truyện, song chỉ trích những "phân cảnh gần như lolicon". Cô kết luận bài đánh giá của mình rằng "bộ truyện không tệ, chỉ là cũng không thật sự xuất sắc". Sean Gaffney từ blog A Case Suitable for Treatment đánh giá cao cốt truyện, mặc dù yếu tố harem trong truyện có phần “gượng gạo”.
Tại cuộc bình chọn "Light novel triển vọng tiếp theo" do BookWalker tổ chức, bộ truyện xếp hạng năm trong danh sách bunkobon năm 2019. Tính đến thời điểm hiện tại, bộ truyện đã phát hành 200.000 bản.